# Ivatsevitjy
Ivatsevitjy (belarusiska: Івацэвічы) är en stad i Belarus. Den ligger i länet Brests voblast i den västra delen av landet, 200 km sydväst om huvudstaden Mіnsk. Ivatsevitjy ligger 155 meter över havet och antalet invånare är 23 280.

## Natur
Terrängen runt Ivatsevitjy är mycket platt. Ivatsevitjy är det största samhället i trakten. 